# Фиря, Габриэла
Габриэла Фиря (рум. Gabriela Firea, урождённая Врынчану, Vrânceanu; род. 13 июля 1972, Бакэу) — румынский государственный и политический деятель. Член Социал-демократической партии (СДП). Депутат Европейского парламента с 2024 года. В прошлом — сенатор от Бухареста (2020—2024, 2012—2016), министр по делам семьи, молодёжи и равных возможностей Румынии (2021—2023), мэр (примар) города Бухарест (2016—2020) — первая женщина на этом посту.

## Биография
Родилась 13 июля 1972 в Бакэу. Была второй из четырёх детей семьи Врынчану, имеет двух сестёр и брата.
Окончила школу в Бакэу. В 1994 году окончила литературный факультет Бухарестского университета. В 2010 году училась в докторантуре по экономике Экономической академии в Бухаресте.
В 1990 году начала карьеру репортёром еженедельника Simply в Бакэу, затем в 1991—1992 годах ежедневника Azi в Бухаресте. В 1992—1993 годах была редактором и ведущей радио Radio Contact. С 1993 по 1999 год была репортёром, продюсером, редактором и ведущей Румынского телевидения (TVR). С 2001 года работала в Intact Media Group, была продюсером, редактором и ведущей на телеканалах Antena 1 и Antena 3. Была генеральным директором журнала Săptămâna Financiară, ежедневной деловой газеты Financiarul и женского журнала Felicia до закрытия печатных версий в ноябре 2011 года.
С 2002 года — член Союза писателей Румынии. В декабре 2008 года вместе с Симоной Герге (Simona Gherghe) выпустила музыкальный альбом Trandafiri De La Moldova.
В январе 2000 года была советником по связям с общественностью и имиджу премьер-министра Мугура Исэреску, с февраля по декабрь 2000 года — пресс-секретарём правительства Мугура Исэреску.
По результатам парламентских выборов 2012 года избрана сенатором от жудеца Илфов от Социал-демократической партии (СДП).
24 февраля 2013 года избрана председателем отделения СДП в жудеце Илфов, на партийном съезде 20 апреля 2013 года избрана заместителем председателя СДП. В 2014 году была назначена пресс-секретарем партии. После выдвижения Виктора Понта кандидатом в президенты Румынии от Социал-демократической партии на выборах 2014 года была его пресс-секретарём на время избирательной кампании. 10 февраля 2016 года назначена исполняющей обязанности председателя отделения СДП в Бухаресте.
На местных выборах 5 июня 2016 года получила 246 553 (42,97 %) голосов и избрана примаром города Бухарест. Стала первой женщиной на этом посту. На выборах 27 сентября 2020 года получила 211 164 (37,97 %) голосов, уступив первое место независимому кандидату Никушору Дану, которого поддержали правящая Национальная либеральная партия и новая партия Союз спасения Румынии. На выборах 9 июня 2024 года получила 163 147 (22,17 %) голосов.
По результатам парламентских выборов 2020 года избрана сенатором от Бухареста.
25 ноября 2021 года назначена министром по делам семьи, молодёжи и равных возможностей в правительстве Николае Чукэ. Единственная женщина в правительстве. 15 июня 2023 года назначена министром по делам семьи, молодёжи и равных возможностей Румынии в правительстве во главе с премьер-министром Марчелом Чолаку. 14 июля 2023 года ушла в отставку вслед за министром труда Мариусом Будэем в результате скандала вокруг домов престарелых, где были вскрыты факты бесчеловечного обращения с пожилыми пациентами.
По результатам выборов 9 июня 2024 года избрана депутатом Европейского парламента. Входит в группу «Прогрессивный альянс социалистов и демократов», членом Комитета по культуре и образованию, Комитета по правам женщин и гендерному равенству, делегации в Совместном парламентском комитете ЕС — Турция
.

## Личная жизнь
В 1993 году вышла замуж за спортсмена и тренера по лёгкой атлетике Рэзвана Фиря (Răsvan Ion Firea; ум. 24 января 2010). В 1995 году родила сына (Tudor Ștefan). В сентябре 2010 года вышла замуж за Флорентина Панделе (Florentin Pandele; род. 1961), мэра Волунтари с 2000 года. Родила во втором браке двух сыновей (David Petru; род. 2012 и Zian Mihail; род. 2015).